# Visnaga
Visnage
Genre
Visnaga, en français Visnage, est un genre de plantes à fleurs de la famille des Apiaceae.

## Liste des espèces
Selon Plants of the World online (POWO) (21 mars 2021) et Catalogue of Life (21 mars 2021) :
- Visnaga crinita (Guss.) Giardina & Raimondo
- Visnaga daucoides Gaertn.

Selon Tropicos (21 mars 2021) :
- Visnaga daucoides Gaertn.
- Visnaga pinnatifolia Korovin

Noms incorrects :
- Visnaga major (L.) J.Vick (synonyme de Ammi majus L.)
- Visnaga meoides Raf. (synonyme de Artedia squamata L.)
- Visnaga vera Raf. (synonyme de Visnaga daucoides Gaertn.)
- Visnaga vulgaris Bubani (synonyme de Ammi majus L.)